# Rotex
O Rotex é uma organização internacional na qual participam os intercambistas retornados (rebounds) do Rotary. Ou seja, aqueles que já tenham participado do Programa de Intercâmbio da Juventude do Rotary. A proposta do Rotex é ainda recente e por isso muitos Clubes Rotex estão sendo criados atualmente ao redor de todo o mundo, sendo que a maior parte dos países que participam no Intercâmbio do Rotary já têm Clubes Rotex.

O Rotex atua em vários projetos de suas comunidades locais. Mas o principal objetivo da organização é auxiliar os atuais intercambistas estrangeiros que estejam em suas comunidades (inbounds) ou os que fazem parte da comunidade e partiram ou ainda vão partir pra outros países (outbounds). Os membros do Rotex ajudam dando dicas e se utilizando de sua experiência com o programa para auxiliar os intercambistas a resolver problemas.